# Медяник Сергій Сергійович (старший солдат)
Сергій Сергійович Медяник (позивний — Тихий; 26 серпня 1986, Піщане, Сумська міська громада, Сумський район, Сумська область — 11 липня 2022, Миколаїв) — старший солдат навідник БМП 106-го батальйону 63-ї окремої механізованої бригади сухопутних військ Збройних Сил України, учасник російсько-української війни, що загинув у ході російського вторгнення в Україну у 2022 році.

## Життєпис
Після закінчення середньої школи № 19 в Сумах поступив до Сумського фахового коледжу Національного університету харчових технологій. Після проходження строкової військової служби працював на виробничих підприємствах Сум. Згодом став головним енергетиком на одному з підприємств. У 2010 одружився з жінкою на ім'я Вікторія. Пара виховувала дочку від першого шлюбу дружини та двох власних донечок. До повномасштабної війни родина любила подорожувати. Робили це майже щовихідних.
З початком повномасштабного вторгнення російських військ Сергій вивіз родину до Львова, а зранку 27 лютого пішов до центру комплектування, щоб доєднатись до війська. Його взяли навідником у 106 батальйон 63 окремої механізованої бригади. Спочатку Сергій Медяник служив на Рівненщині, потім на Донеччині та Миколаївщині. 6 липня 2022 року під час оборони села Партизанське на Миколаївщині Сергій Медяник був важко поранений. Вважався невпізнаним. Дружина почала його шукати, бо Сергій не виходив на зв'язок. Увечері 7 липня відізвався один з його побратимів, який був в Одесі пораненим. Він сказав, що у них був страшний бій, тому порадив шукати чоловіка по лікарнях. Вікторія знайшла Сергія в реанімації Миколаївської лікарні. Лікар сказав, що з такими ранами не живуть, і що він дивом її дочекався, але 11 липня Сергій Медяник помер від отриманих поранень. Жінка перевезла тіло чоловіка в Суми, де 13 липня 2022 року його поховали на Алеї Слави Центрального кладовища.
На компенсацію від держави сім'ям загиблих військовослужбовців Вікторія Медяник допомагає Силам Оборони.

## Нагороди
- орден «За мужність» III ступеня (посмертно) — за особисту мужність і самовіддані дії, виявлені у захисті державного суверенітету та територіальної цілісності України, вірність військовій присязі[1].
- 24 грудня 2024 року відбулася сесія Сумської міської ради та під час сесійного засідання депутати ухвали рішення про присвоєння Медянику Сергію Сергійовичу звання «Почесний громадянин міста Суми» (посмертно)[2].